# Hwang Kyung-Seon
Hwang Kyung-Seon (Seúl, 21 de mayo de 1986) es una deportista surcoreana que compitió en taekwondo.
Participó en tres Juegos Olímpicos de Verano entre los años 2004 y 2012, obteniendo un total de tres medallas, dos de oro y una de bronce. En los Juegos Asiáticos de 2006 consiguió una medalla de oro.
Ganó tres medallas en el Campeonato Mundial de Taekwondo entre los años 2005 y 2011, y dos medallas en el Campeonato Asiático de Taekwondo en los años 2006 y 2012.

## Palmarés internacional
| Juegos Olímpicos    | Juegos Olímpicos             | Juegos Olímpicos  | Juegos Olímpicos |
| Año                 | Lugar                        | Medalla           | Categoría        |
| ------------------- | ---------------------------- | ----------------- | ---------------- |
| 2004                | Atenas (Grecia)              | Medalla de bronce | –67 kg           |
| 2008                | Pekín (China)                | Medalla de oro    | –67 kg           |
| 2012                | Londres (Reino Unido)        | Medalla de oro    | –67 kg           |
| Campeonato Mundial  |                              |                   |                  |
| Año                 | Lugar                        | Medalla           | Categoría        |
| 2005                | Madrid (España)              | Medalla de oro    | –67 kg           |
| 2007                | Pekín (China)                | Medalla de oro    | –67 kg           |
| 2011                | Gyeongju (Corea del Sur)     | Medalla de bronce | –67 kg           |
| Juegos Asiáticos    |                              |                   |                  |
| Año                 | Lugar                        | Medalla           | Categoría        |
| 2006                | Doha (Catar)                 | Medalla de oro    | –67 kg           |
| Campeonato Asiático |                              |                   |                  |
| Año                 | Lugar                        | Medalla           | Categoría        |
| 2006                | Bangkok (Tailandia)          | Medalla de plata  | –67 kg           |
| 2012                | Ciudad Ho Chi Minh (Vietnam) | Medalla de plata  | –67 kg           |